# Satsuma (Alabama)
Satsuma es una ciudad ubicada en el condado de Mobile en el estado estadounidense de Alabama. En el censo de 2000, su población era de 5687.

## Demografía
En el 2000 la renta per cápita promedia del hogar era de $50,496, y el ingreso promedio para una familia era de $53,180. El ingreso per cápita para la localidad era de $23,972. Los hombres tenían un ingreso per cápita de $39,123 contra $24,851 para las mujeres.

## Geografía
Satsuma se encuentra ubicada en las coordenadas 30°51′16″N 88°3′16″O / 30.85444, -88.05444 (30.854518, -88.054415)
Según la Oficina del Censo de los EE. UU., la ciudad tiene un área total de 6.52 millas cuadradas (16.89 km²).